# 1981年世界運動會中華台北代表團
1981年世界運動會中華台北代表團是中華民國（台灣）以“中華台北”名義，參與在美國聖克拉拉舉行的1981年世界運動會。

## 獎牌統計

### 獎牌項目
| 項目   | 金牌 | 銀牌 | 銅牌 | 總數 |
| ------ | ---- | ---- | ---- | ---- |
| 空手道 | 1    | 1    | 0    | 2    |
| 跆拳道 | 0    | 0    | 1    | 1    |

### 獎牌得主
正式項目
| 獎牌 | 運動員 | 運動   | 項目                 |
| ---- | ------ | ------ | -------------------- |
| 金牌 | 林志珉 | 空手道 | 男子對打75公斤級     |
| 銀牌 | 陳謙   | 空手道 | 男子對打80公斤以上級 |
| 銅牌 | 孫新年 | 跆拳道 | 男子84公斤級         |

## 空手道
型
- 林志珉：男子個人型（未晉級）
- 張文采：女子個人型（未晉級）

對打
- 邱清燕：男子對打60公斤級（未晉級）
- 蔡明憲：男子對打65公斤級（未晉級）
- 胡曉明：男子對打70公斤級（未晉級）
- 林志珉：男子對打75公斤級（ 金牌）
- 陳謙：男子對打80公斤以上級（ 銀牌）
- 黃坤傑：男子對打80公斤以上級（未晉級）
- 王申雄：男子對打80公斤以上級（未晉級）

## 跆拳道
- 王青山：男子48公斤級（未晉級）
- 蘇振家：男子52公斤級（未晉級）
- 張明輝：男子56公斤級（未晉級）
- 黃國力：男子60公斤級（未晉級）
- 魏自強：男子64公斤級（未晉級）
- 王健雪：男子68公斤級（未晉級）
- 黃明德：男子73公斤級（未晉級）
- 王致詔：男子78公斤級（未晉級）
- 孫新年：男子84公斤級（ 銅牌）
- 鄧中立：男子84公斤以上級（未晉級）

## 壘球
- 詹堃鶯、張簡金玲、蘇玉純、楊玉鳳、江鳳媛、葉麗珠、孫秀萍、李　梅、吳玉珍、葉秀英、葉鳳嬌、林巧娥、朱素瓊、林美華、張惠珠、湛素賢、范秋香：
  - 女子團體（第4名）

## 保齡球
- 郭志楊：男子單人賽（未晉級）
- 陳瑞斐：女子單人賽（未晉級）
- 郭志楊、陳瑞斐：混合雙人賽（第19名）

## 羽球
- 劉秀鶯：女子單打（未晉級）
- 劉秀鶯/加拿大：女子雙打（未晉級）